# آماندا پیز
آماندا پیز (انگلیسی: Amanda Pays؛ زادهٔ ۶ ژوئن ۱۹۵۹) هنرپیشه اهل انگلستان است. وی از سال ۱۹۸۴ میلادی تاکنون مشغول فعالیت بوده‌است.
از فیلم‌ها یا برنامه‌های تلویزیونی که وی در آن نقش داشته‌است می‌توان به پرونده‌های ایکس، سیزده در شام، فلش، خارج از حد، بلوز آکسفورد و لویاتان اشاره کرد.